# بيتر فورس
بيتر فورس هو أمين مكتبة وسياسي أمريكي، ولد في 26 نوفمبر 1790 في مقاطعة باسيك في الولايات المتحدة، وتوفي في 23 يناير 1868 في واشنطن العاصمة في الولايات المتحدة. نشط حزبياً في حزب اليمين. وقد انتخب عمدة واشنطن العاصمة.